# Баргуты

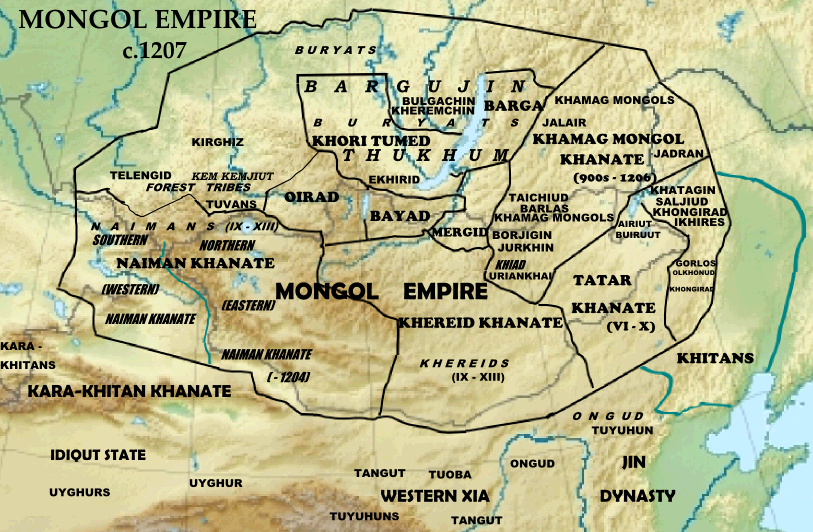
Баргуты и Баргуджин Токум, XIII век

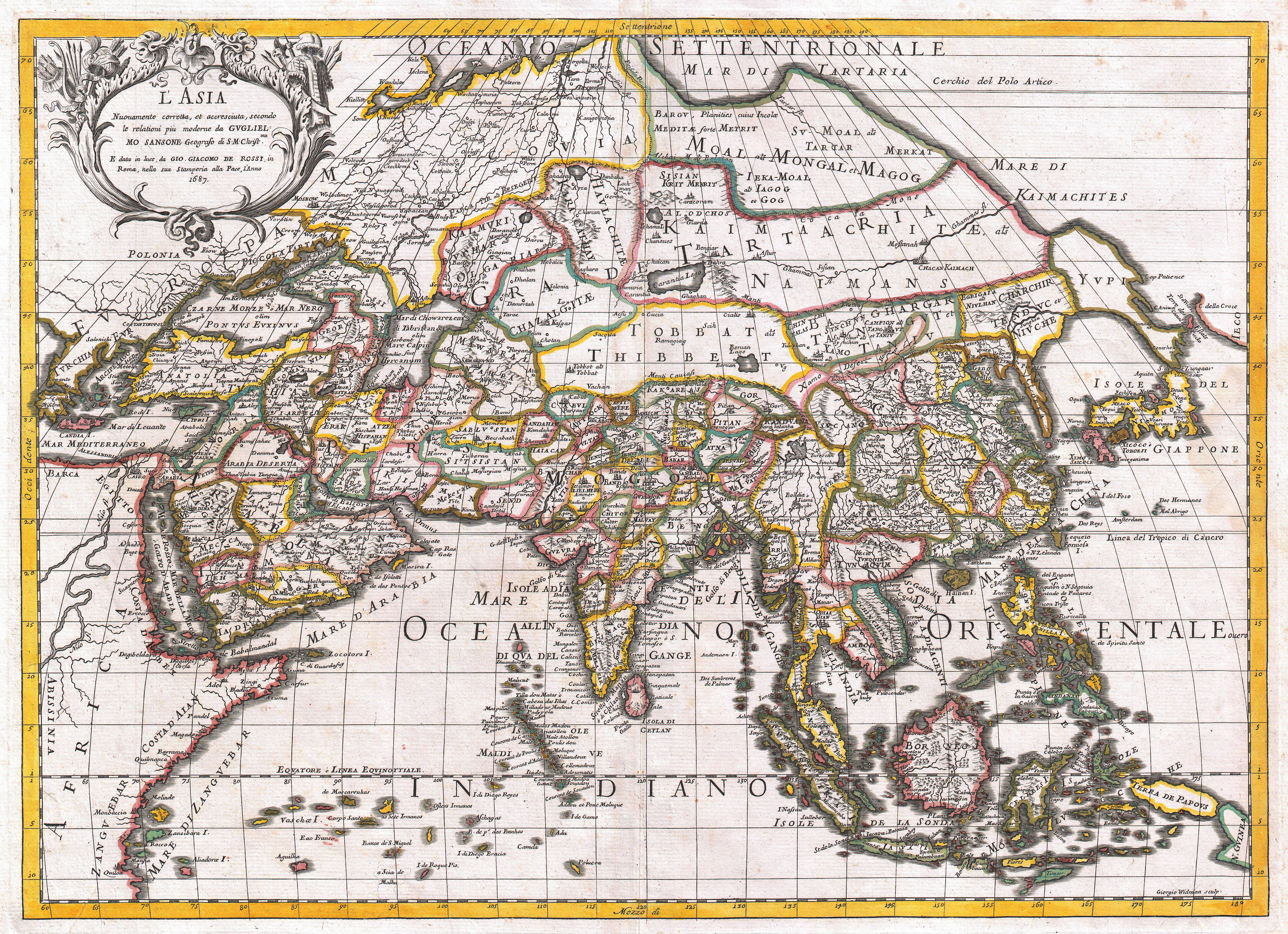
Баргуты (Bargu) на карте Джованни Джакомо Де Росси. 1687 г.

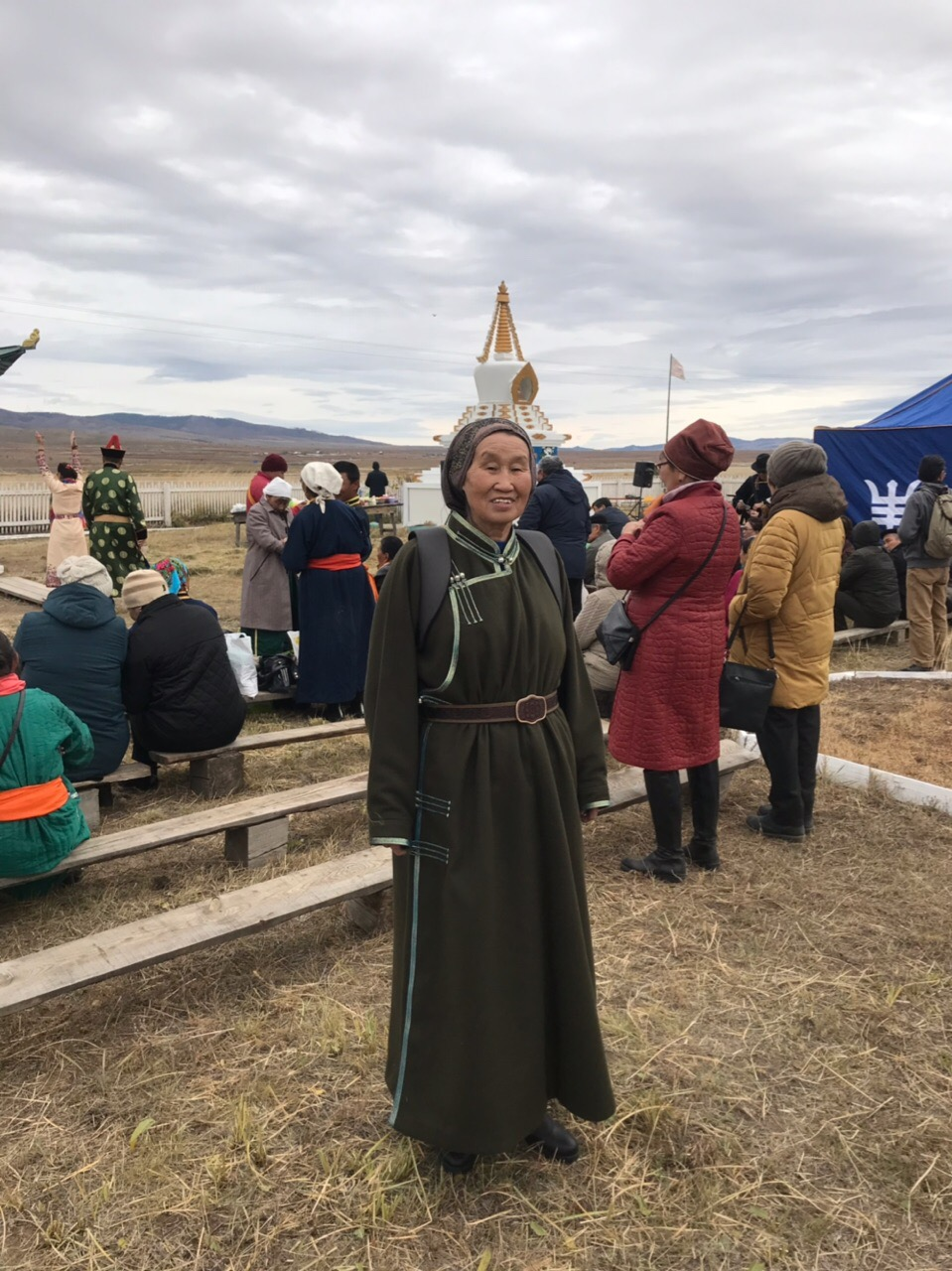
Женский национальный костюм старых баргутов

Баргу́ты, Барга́, также Баргутжины — монгольский народ, проживающий, главным образом, на севере Внутренней Монголии в Китае. По культуре близки бурятам.

## Язык, расселение
Язык баргутов относится к разновидностям языков с неопределённым статусом: большинство исследователей говорят о том, что речь баргутов представляет собой новобаргутский и старобаргутский диалекты бурятского языка. Также существует мнение о существовании самостоятельного баргутского языка, некогда составлявшего вместе с бурятским языком баргу-бурятскую языковую общность.
В составе баргутов КНР выделяются этнические группы хучин-барга («старые барга», «чипчины») и шинэ-барга («новые барга»), отличающиеся как происхождением, так и культурой (языком, одеждой, обычаями, религиозными верованиями).

## Численность
Общая численность народа составляет 60 000 человек. 58 000 из них проживают в КНР (городской округ Хулун-Буир Внутренней Монголии), 2850 чел. (на 2009 год) — на востоке Монголии.

## Этноним «баргут»
Этноним «баргут» напрямую или опосредованно происходит от слова «баргу», означающего «окраина», «глушь». Местность, расположенная к востоку от озера Байкал, где проживали баргуты, в средневековых монгольских летописях носила название Баргуджин-Токум — «окраинная, пограничная земля» (т. е., возможно, земля, где кончается граница монгольского мира), или «земля баргутов».
Существует несколько иное толкование этнонима «баргут»: в переводе с монгольского он интерпретируется как «грубый, неотёсанный, некультурный»  и считается собирательным наименованием, данным халхасцами в середине XVII века группе монголов, которые не приняли ламаизм и продолжали исповедовать шаманизм. Со временем данное название закрепилось за группой, которая в 1730-е годы получила от цинских властей территорию для кочевий в районе озера Далай-Нур.
Также являлся общим этнонимом нескольких «племён».

Племена:  баргут, кори и тулас;
племя тумат также ответвилось от них

Эти племена близки друг с другом. Их называют баргутами вследствие того, что их стойбища и жилища находятся на той стороне реки Селенги, на самом краю  местностей и земель, которые населяли монголы и которые называют Баргуджин-Токум.
—  Рашид-ад-Дин
С этнотопонимом «баргуджин» связаны многочисленные названия географических объектов в Республике Бурятия: Баргузинская долина, Баргузинский залив, река Баргузин, село Баргузин, ветер Баргузин и др.
Этноним баргут также известен в форме буркут.
Некоторые баргуты делятся на те же роды что и хоринцы, к примеру юный певец из Хулун-Буира Уудам, который чуть не стал победителем китайского конкурса «Мы ищем таланты», из рода галзууд. Шэнэ и хуушан баргуты имеют несколько разное происхождение.

## История
В этногенезе баргутов (по данным лингвистики) имеются монгольские, южнобурятские и тунгусские компоненты.
В XIII веке баргуты, вместе с другими племенами Баргуджин Токума вошли в состав единого монгольского государства. Баргуты пользовались у Чингисхана полным доверием и были пожалованы рядом привилегий. В частности, им была предоставлена честь служить в личной гвардии Темуджина, где они занимали заметное положение.

## Баргутские роды

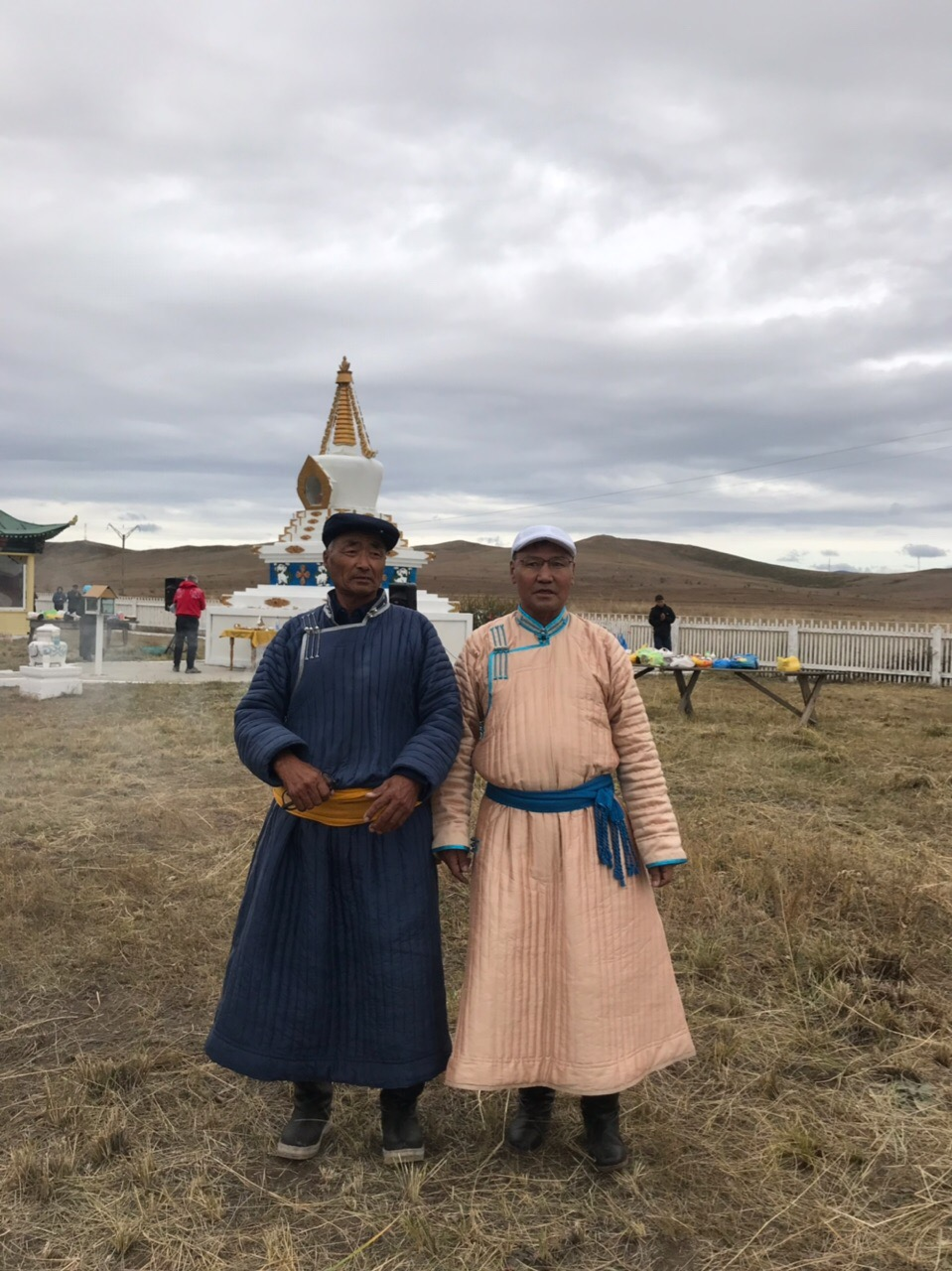
Старые баргуты на празднике Хамбо-ламы Итигэлова в местности Улзы-Добо, Бурятия, 2019 г.

В составе баргутов выделяются этнические группы хучин-барга («старые барга», «чипчины») и шинэ-барга («новые барга»).
Старые баргуты проживают на территории хошуна Чэнь-Барга-Ци («Знамя старых баргутов»). В состав старых баргутов входят следующие роды: эрегэн (ырээгэн, эрээгэн, эрэгэн), шарнуд (шарнууд), хурлад (хурлаад), шившин (шибшин, чивчин), гавшуд (гавшууд, габшууд), товшуд, хашенуд (хашнууд, хашинууд), хартул, дулгачин (дуулгачин, дуулхшан, тулгачин), бажиндар, жэлхмэг (джилхэмэг, зэлхмэг), урянхан (уряанха, урианхай), улят (улиад), харануд (харнууд), шимшид, болингуд (булингууд, бүлээнгүүд, булангир), хубтул (хүвтүүл, хүвтүүд), гуйлгэчин (хүйлгэчин), ориёгон, байжинтал (байшин тав), жалханы, хагшууд, хавчид, хөвчир, булгачин.
Большинство старобаргутских родов, в свою очередь, внутри подразделяются на патронимические группы, обозначаемые маньчжурским термином мохон, названиями которых являются имена или прозвища их реально живших предков. Например, род хурлат распадается на следующие мохоны: 1) хун хурлат, 2) долоотон хурлат (долотон хурлат), 3) хонитон хурлат, 4) баян хурлат, 5) үхэртэн хурлат, 6) хагархай хурлат (хагархайн хурлат), 7) хүндэлэнэй хурлат, 8) yбэрэй хурлат, 9) арайн хурлат, 10) хэсэг хурлат, 11) шаваровооны хурлат, 12) бyyлюуртын хурлат, 13) могойтын хурлат, 14) хээгын хурлат (хуйин хурлат). В состав рода эрегэн входит пять мохонов: цаган адутай эрегэн, хох адутай эрегэн, алаг адутай эрегэн, найман тогурагатай эрегэн, арбан нэгын эрегэн. Шарануты состоят из семи патронимических групп: толин шаранут, хара хушуны шаранут, хундэлэнэй шаранут, хажины шаранут, хагархай обоны шаранут, могойтын шаранут, ногон хабсагайтын шаранут.
В состав новых баргутов входят роды хухэ хайтал, отогтон (отготон), худай, хуасай, галзууд, шарайд, хальбин (халвин, халбин), гучит, цагаан, бодонгууд, уряанхай, табунтанг, боргил, цоохор, хурлат, оримос (оримсуу), сагаадай (цагаадай), хуухир (хоохир) сагаадай, тумэршин, алагуй, харан, хухэнууд, узоон (үзээн), сагаан ууpaг, донгойд, номочин, жоргоон (жорон), хангин, абагагуул, юншээбуу, дааритан, хахчууд, хадагтай, чахар, ехэ зон, уляат, хуйслэх.

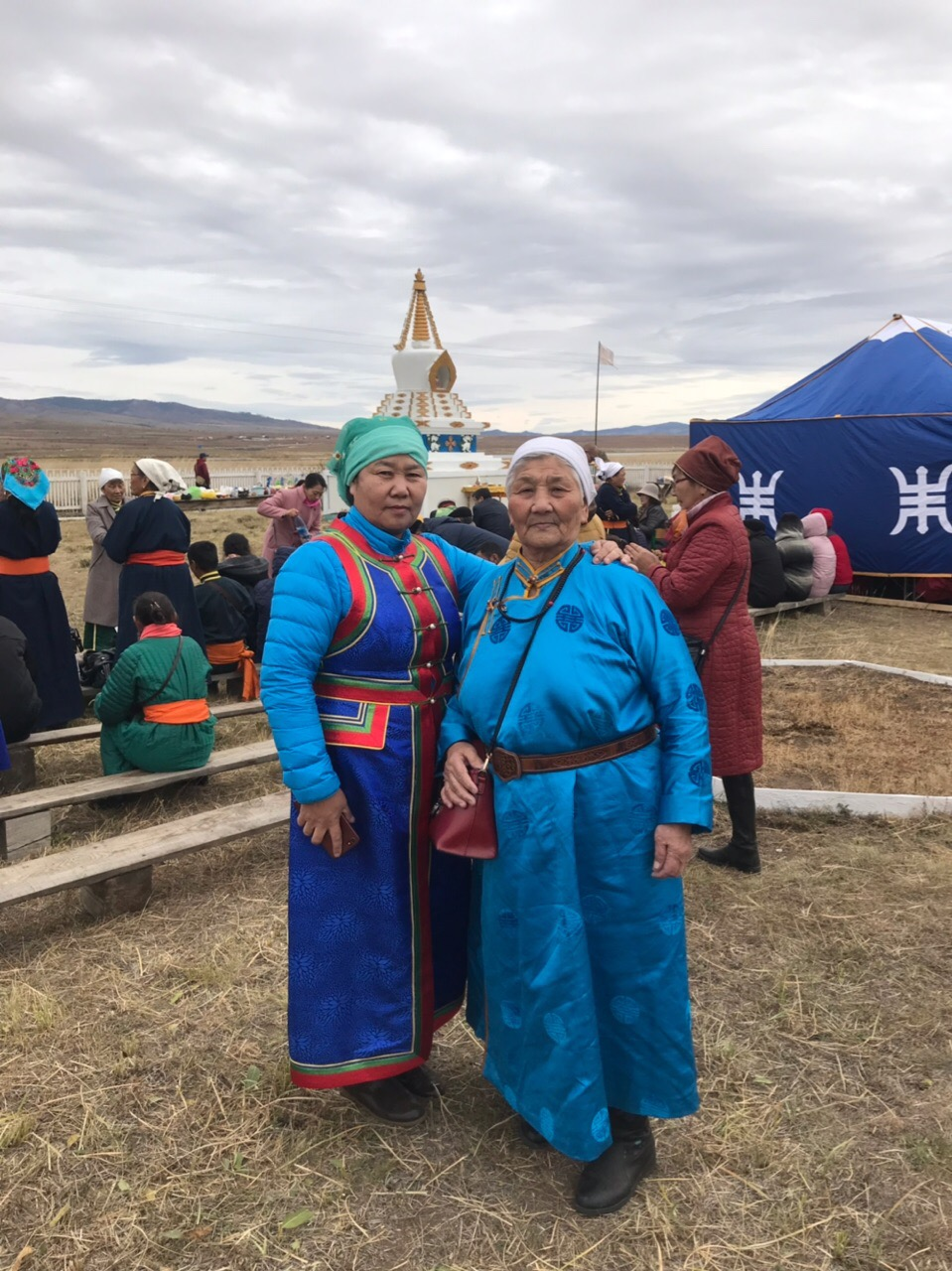
Новые баргуты в женском национальном костюме

Шинэ-Барга-Юци. В составе новых баргутов хошуна Шинэ-Барга-Юци («Правое знамя новых баргутов») отмечены роды: галзууд, хуасай, хөвдүүд (хубдууд, хүвгүүд, хүвдүүд), гучид (гочид), шарайд, харгана, худай, бодонгууд, хальбин, цагаан, батнай, баатууд (багатуд, баатад), цагаан ураг, хүйцлэг (хуйслэх, хүйслэг, күйслэг), хурлаад, үзөөн (узоон, өзөөн), сартуул, хагшууд (хахчууд, хагчууд), хүтгээд, харзал, сахираад, тавнангууд (тавнан), цээлхан, юншээбуу (еөншөөбүү), жоорон, улиад (уляат), сээхэр, хорчид, ихжүн, болойнзон, жооргон, шарнууд, урианхай (уряанхай), эмэгнүүд, манклиг, хонтон, авхан, сээрчин, эрэгэн, сээзэнгүүд, далангууд, чочолиг, эзэд (эсэд), хөх хайтал, одонгууд, боргил, цоохор, хорлад, чибчин, бажиндар, оримос цагаадай, хобхир цагаадай, төмөрчин, алагуй (алгуй), харангууд (харанхууд), хөхнүүд, халхин, хашинууд (хашнууд), цагаан өргөө (цагаан өрөө), тонгойд, номчин (нумчин), хангин, авгачууд (авгашуул, авгачуул), дайртан, хатагтай, цахар, их зон (ехэ зон).
Шинэ-Барга-Цзоци. В составе новых баргутов хошуна Шинэ-Барга-Цзоци («Левое знамя новых баргутов») отмечены роды: харгана, юншээбуу (еншөөбүү, еншөөв), юнжигээбуд (юнжигөбүүд), хөвдүүд (хубдууд), шарайд, галзууд, авагчууд, хангин, тавнан (тавнангууд), үзөөн (узоон, өзөөн), хүйтлэг (хуалан, хүйцлэг, хүй алаг), хорчид (хорчууд), бодонгууд, жооргон, дайртан (дардан, даарьтан, даартан), хатигин, сээзэнгүүд (сээжингүүд, сээжин, цээжин), цагаан ураг, хуасай, сээрчин, сээхир (сээхэр), алгуй, мүсөлөн (мөсөлөн), улиад (уляат), номчин (нумчин), хагшууд, чонод, гучид, худай, халбин (хальбин), батнай, саганууд (цагаан), баатууд (багатуд, баатад), хурлаад, сартуул, хүтгээд, харзал, сахираад, зайлхан, жоорон (жорон), их зон (ехэ зон), шарнууд, урианхан, болойнзон, эмгэнүүд (эмэгнүүд), манхилиг (манхилаг, манклиг), хонтон, абхан (авхан), эрээгэн, хуалан, сүүжин.
В составе баргутов также упоминаются следующие родовые названия: залтууд (джалтод), гачид, гүжиан, алтчин, хайтал, халгин, хашигнар, хадаасан, хошууд, хүдхид, туваачууд, цоцлог, занжхан, жалайр. В Монголии кроме барга (баргад, баргас) зарегистрированы следующие баргутские ветви: баргуджин, баргуты-дархаты, дагуур барга, чавчин барга (чибчин барга), солоон барга, ухэр барга, хунтан барга, баргамууд, баргачуул нар, баргачууд (баргучуул), харгана, сөөхэр, джорон, галзууд, үзөөн, хувдууд (хүвгүүд), шарайд, джалаир, хуасай, авгачуул (авгашуул), гушид, хуйслэг (күйслэг), худай, хурлат, хагшууд, хангин, сээжин, жоргоон, дайртан, еншөөв, цагаан ураг, улиад, бодонгууд, номчин (нумчин), алгуй, хонтой, халвин, авхан, гүжиан, сээрчин.